# Joachim Polzer
Joachim Polzer (* 26. Mai 1962 in Stuttgart) ist ein deutscher Medienhistoriker, Verleger, Publizist und Festivalgründer.

## Leben und Wirken
Nach Berufsausbildungen zum Werbekaufmann und zum Fotografengesellen sowie der Erlangung des Abiturs im Zweiten Bildungsweg am Berlin-Kolleg studierte Polzer Theater-, Film- und Fernsehwissenschaft, sowie Politik- und Religionswissenschaft an der Freien Universität Berlin und schloss das Studium mit dem Magister ab. Seit 2004 forscht er zur „Geschichte der Audiovision“ und der „Audiovisuellen Medien“ an der FAMU, der Film- und Fernsehfakultät der Staatlichen Akademie für Darstellende Künste in Prag. Dort wurde er 2010 mit einer Dissertation zur Geschichte und zur Medienrestaurierung des Programmrepertoires der TED-Bildplatte von Telefunken, Teldec und Decca zum PhD promoviert.
Polzer ist seit 1985 als Filmautor auf dem Gebiet des Essay- und Dokumentarfilms mit dem Arbeitsschwerpunkt Filmporträts aktiv. Seit 1994 ist er Herausgeber der medienhistorischen Publikationsreihe Weltwunder der Kinematographie – Beiträge zu einer Kulturgeschichte der Film- und Medientechnik (WdK), die sich als eine materialhistorische Kulturgeschichte der Medientechnik im 20. Jahrhundert begreift und 2012 den elften Band vorlegte.
1996 war Polzer einer der 26 Gründungsgesellschafter der Internet Movie Database Ltd. (IMDb) in London.
1999 gründete er die Polzer Media Group in Potsdam für seine Verlags- und Medienaktivitäten.
Polzer gründete 2005 in Potsdam das Globians welt & kultur Dokumentarfilm Festival, das 2009 nach Berlin umzog und jetzt Globians Doc Fest Berlin heißt.
Im Februar 2009 startete er ein Blog unter dem Titel „Berliner Kino-Perspektiven. Die Vergangenheit des Kinos ist Teil seiner Zukunft“.